# Una volta per sempre
Una volta per sempre è il sesto album della band rock italiana dei Gang, pubblicato nel 1995 dalla CGD, il terzo della cosiddetta "triade folk rock".

## Tracce
1. Le stazioni di una passione
2. La corte dei miracoli
3. Il porto delle ombre
4. Il re bambino
5. Le mura di caos
6. Il ponte della verità
7. Il palazzo di Babele
8. La pianura dei sette fratelli
9. Il giudizio universale
10. Il buco del diavolo
11. L'altra metà del cielo
12. Il ritorno

## Componenti
- Marino Severini - voce, chitarra
- Sandro Severini - chitarra elettrica, dobro e slide
- Andrea Mei - fisarmonica, organo hammond, pianoforte

Altri musicisti
- Fabio Ferraboschi - basso, campionamenti
- Arcangelo "Kaba" Kavazzuti - batteria in  Le stazioni di una passione, timpani in  Il ritorno
- Paolo Costa - basso
- Walter Calloni - batteria
- Naco - percussioni
- Enrico Micheletti - dobro
- Alessandro Simonetto - violino, mandola, mandolino, bouzuki
- Giancarlo Parisi - flauto, clarinetto, zampogna, ciaramella